# Хине-нуи-те-по

Согласно преданиям маори, красный цвет заката произошёл от Хине-нуи-те-по

Хине-нуи-те-по (маори Hine-nui-te-pō, буквально Великая женщина ночи) — богиня ночи и смерти, правительница подземного мира в мифологии маори. Хине-нуи-те-по — дочь Тане; она сбежала в подземный мир, узнав, что Тане, женившийся на ней, является её отцом. Хине-нуи-те-по, согласно повериям маори, создала красный цвет заката.

## История
Все дети бога-отца Ранги и богини-матери Папы были мужского пола. Тане, бог лесов и птиц, первым из братьев ощутил необходимость найти себе жену. Его мать показала ему, как создать женщину из красной земли. Тане вдохнул жизнь в землю и затем женился на этой женщине.
Когда Хине узнала, что её муж одновременно приходится её отцом, она от стыда и отвращения сбежала в мир духов. Когда Тане пришёл за ней в подземное царство, она велела ему отправиться назад и воспитывать их детей (людей), а она будет ждать их всех в подземном царстве. Позже, когда Мауи принёс в мир смерть, началась бесконечная процессия смертных в царство Хине-нуи-те-по.
Мауи хотел сделать человечество бессмертным. Он нашёл Хине, спящую с раздвинутыми ногами, и превратился в червя, намереваясь заползти в вагину и вылезти через рот Хине, чтобы она погибла. За процессом наблюдали дружившие с Мауи лесные птицы. Когда голова и руки Мауи погрузились в тело Хине, серая веерохвостка засмеялась, хотя Мауи предупреждал её сдерживать себя, пока не выполнит задуманное. Разбуженная богиня сжала ноги и раздавила Мауи обсидиановыми зубами вокруг вагины пополам. Таким образом, Мауи стал первым умершим человеком.
Хине-нуи-те-по также создала насекомых.